# Фроловське
Фроловське — село у складі міського поселення Клин Клинського району Московської області Російської Федерації.

## Розташування
Село Фроловське входить до складу міського поселення Клин, воно розташовано на південь від міста Клин. Найближчі населені пункти Чайковського, Никитське. Найближча залізнична станція Клин.

## Населення
Станом на 2010 рік у селі проживало 56 людей